# Massacre du premier bataillon de sapeurs
Le massacre du premier bataillon de sapeurs est une tuerie de masse de 350 soldats grecs emprisonnés dans l'île-prison de Makrónissos, dans les Cyclades, en Grèce, perpétré par les gardes du camp et les militaires prisonniers appartenant au troisième bataillon de sapeurs. Le massacre a lieu entre le 29 février et le 1er mars 1948, pendant la guerre civile grecque. 

## Contexte
Pendant l'occupation de la Grèce par l'Axe, le mouvement de résistance de l'Armée populaire de libération nationale grecque (EAM-ELAS), dirigé par le Parti communiste de Grèce, s'est imposé comme le mouvement dominant de la résistance grecque. Au moment de la libération de la Grèce, en octobre 1944, l'EAM-ELAS domine le pays, à l'exception des grandes villes, notamment Athènes, où les forces britanniques soutiennent le gouvernement grec de retour d'exil. La rivalité entre le gouvernement soutenu par les Britanniques et l'EAM-ELAS donne lieu aux affrontements de Dekemvrianá à Athènes (décembre 1944 - janvier 1945). L'EAM-ELAS est vaincu et doit accepter son désarmement lors du traité de Várkiza (février 1945).
Avec la neutralisation de l'EAM-ELAS, ses membres deviennent des proies faciles pour la persécution par divers groupes de droite en représailles à la terreur rouge précédente. Les anciens partisans de l'ELAS réagissent en créant des unités d'autodéfense et le conflit se transforme en une insurrection à grande échelle à la fin de l'année.

## Makrónissos
Après le déclenchement de la guerre civile, l'armée hellénique cherche à débarrasser ses rangs du personnel politiquement peu fiable. À partir de l'été 1946, les anciens combattants de l'ELAS et les personnes soupçonnées de sympathies gauchistes sont transférés dans trois bataillons spéciaux de sapeurs (Τάγματα Σκαπανέων). Le 28 mai 1947, le deuxième bataillon de sapeurs est envoyé à la prison militaire de Makrónissos. Il est suivi par les premier et troisième bataillons de sapeurs en l'espace de deux mois, ce qui porte le nombre de personnes emprisonnées à un peu moins de 10 000.
L'administration pénitentiaire s'est engagée dans une campagne systématique de torture physique et psychologique combinée à des travaux forcés, qui vise à forcer les détenus à signer une lettre de repentir. Ce faisant, ils rejettent leurs anciens idéaux politiques, épousant le nationalisme et le monarchisme grecs, devenant ainsi des fonctionnaires de la prison, ce qui les oppose aux prisonniers non repentis. Les fonctionnaires de la prison et ceux jugés les plus proches de la réhabilitation complète sont transférés au troisième bataillon de sapeurs, présenté comme un exemple à suivre pour le reste des prisonniers. Le deuxième bataillon de sapeurs est composé de nouveaux arrivants et de prisonniers dont l'alignement idéologique ne peut être établi de manière concluante. Le premier bataillon de sapeurs (Α΄ Τάγμα Σκαπανέων) est quant à lui surnommé le « bataillon rouge », car on pense qu'il contient exclusivement des éléments « antipatriotiques » et des gauchistes purs et durs. En réalité, les gauchistes sont répartis équitablement dans les trois bataillons, ceux du troisième bataillon de sapeurs agissant sous la contrainte.